# Gornji Lipnik
Gornji Lipnik (szerbül: Горњи Липник) kihalt szerb falu Bosznia-Hercegovinában, a Bosznia-hercegovinai Föderáció Una-Szanai kantonjában, Sanski Most községben. 

## Fekvése
Bosznia-Hercegovina északnyugati részén, Bihácstól légvonalban 26, közúton 36 km-re keletre, Sanski Mosttól légvonalban 20, közúton 24 km-re nyugatra fekvő dombos, erdős területen, a Suvača-patak völgye mentén fekszik. Itt, 548 méteres tengerszint feletti magasságban található a Suvača forrása. A patak hosszúsága 8,4 kilométer, és 397,5 méteres magasságban, Skucani Vakufnál ömlik Blihába.

## Népessége
| Nemzetiségi csoport | Népesség 1991 | Népesség 2013 |
| ------------------- | ------------- | ------------- |
| Szerb               | 227           | 0             |
| Bosnyák             | 0             | 0             |
| Horvát              | 0             | 0             |
| Jugoszláv           | 0             | 0             |
| Egyéb               | 6             | 0             |
| Összesen            | 233           | 0             |

## Története
Bosznia török megszállása után a hűbérurak által épített középkori várkastélyok, erődök nagy része eltűnt. A törökök településekké, várakká alakították őket, ahol katonai személyzetet tartottak. A török hűbérurak szpahilukjaikra (birtokaikra) több emeletes tornyokat, toronyvárakat építettek, melyekben laktak, de védelmi célokat is szolgáltak. Mellettük általában egyemeletes faépületek épültek. Egy ilyen torony volt a török korban Lipnik területén is. A lipniki toronyról nem sok információ maradt fenn. Egy korabeli katonai jelentésben az áll, hogy Lipnikben 8-9 keresztény lakos mellett egy torony is van. Egy másik, keltezetlen iratban azt írják, hogy Lipniknek 15 háza van, valamint a bég tornya. A lipniki tornyot Václav Radimski is feljegyezte egy 1891-ban készült térképén.
Az 1858-as törökellenes lázadás a szanai régiót is érintette. 1858. július elején a felkelők különítménye Lipnik község közelében csapott össze a török egységekkel. Erről a harcról Resler osztrák konzul 1858. július 13-án tett jelentést Szarajevóból. Ebben azt írta, hogy a harcok során az itteni ortodox kolostort felégették és később sem építették újjá. A hódoltsági területen a szerbek építhettek templomokat, de csak fából, vagy vályogból. Ezen az egész területen egyetlen ortodox templom volt, amely szilárd anyagból készült gótikus stílusban, és ez Lipnikben a kolostor közelében állt, amelyet I. F. Jukić is említett útleírásaiban. Valószínűleg ennek az egyháznak voltak bizonyos kiváltságai, miáltal az 1858-as lázadásig sikerült fenntartania magát, amikor a kolostort és a templomot felégették az oszmánok. A lipniki kolostornak, amelynek alapításáról semmit sem tudunk, 1842-ben 5 szerzetese volt. Valószínűleg a hozzá tartozó templommal egy időben épült. A török uralom idején Lipnik falu muszlim lakossága a Skucani Vakuf-i muszlim gyülekezethez tartozott.